# کارامانتا
کارامانتا (انگلیسی: Caramanta) نام یک منطقه مسکونی در کلمبیا است.